# Лю Чжуан
Лю Чжуан (кит.: 劉莊; 28—75) — 18-й імператор династії Хань у 57—75 роках. Храмове ім'я Сянь-цзун, посмертне — Мін-ді.

## Життєпис

### Молоді роки
Походив з імператорського роду Лю. Син Лю Сю. При народжені отримав ім'я Ян, тобто повне ім'я Лю Ян. 39 року батько надав йому титул Дунхай-гуна. Замолоду відзначався неабиякими здібностями. Тому поступово імператор став доручати синові відповідальні державні справи. У 41 році мати Лю Яна стає новою імператрицею, а він сам отримує титул князя Дунхая. У 43 році імператор оголосив того спадкоємцем трону. Тоді Лю Ян змінив своє ім'я на Чжуан. Після цього стає активним помічником батька у вирішені питань зовнішньої та внутрішньої політики, зокрема з племенами хунну. У 57 році після смерті Лю Сю (посмертне ім'я Гуан У) новим імператором стає Лю Чжуан.

### Володарювання
Зарекомендував себе як старанний і досвідчений адміністратор. Багато сприяв подоланню корупції у державі. У 59 році впровадив багато норм та ритуалів конфуціанства у роботу центрального апарату задля покращення роботи чиновників. У 60 році відзначив 28 військовиків, які допомагали його батькові здобути владу. Їх портрети були намальовані на башті імператорського палацу.
У 66 році за наказом Лю Чжуана у Лоян засновано першу імператорську конфуціанську школу для дітей високопосадовців та аристократів (на кшталт університету). При цьому за його правління до країни стали проникати буддистські ідеї.
Поступово серед представників роду Лю посилюється невдоволення суворою політикою імператора. У 66—67 році було попереджено заколот князя Цзіня, у 70 році — князя Іна, 73 році — князя Яна. Усі вони намагалися за допомогою духів та чаклунства позбавити життя імператора, або щоб у нього не було спадкоємця. Судові процеси проти них призвели до страти десятків тисяч прихильників цих князів.
У зовнішній політиці намагався зберегти мир. Імператор уміло грав на протиріччях північних і південних хунну. Водночас у 65 році створив спеціальну армію, яка відповідала за захист північних кордонів. Втім, у 73—75 роках було здійснено низьку походів проти північних хунну, які суттєво послабили ворогів Китаю й разом з тим розширили вплив імперії на захід. У 75 році імператор сконав у м. Лоян, залишивши владу старшому синові Лю Да.